# Elsa Morante

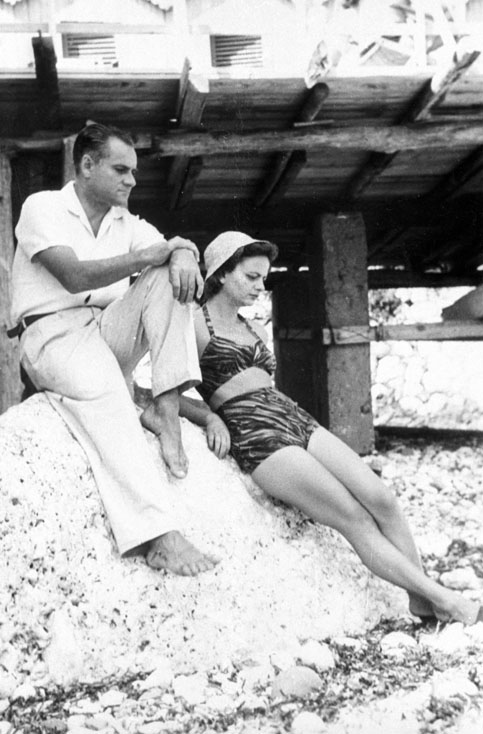
Elsa Morante i Alberto Moravia a Capri en els anys quaranta

Elsa Morante (Roma, 18 d'agost de 1912 - 25 de novembre de 1985) va ser una escriptora italiana. Algunes fonts donen 1915 com a data de naixement.
És l'autora de la lletra d'Ai giochi addio, una cançó amb música de Nino Rota que apareix a la pel·lícula Romeu i Julieta, de Franco Zeffirelli, interpretada per Bruno Filippini; la cançó també ha estat interpretada per Luciano Pavarotti i Natasha Marsh.

## Biografia
Elsa Morante passa la seva infantesa al barri popular del Testaccio, a Roma. Filla d'una professora de confessió jueva i d'un empleat de correus, és de fet reconeguda per Augusto Morante, vigilant en un correccional i marit de la seva mare.
Des dels tretze anys, publica relats en diversos periòdics per a nens i, als divuit anys, decideix de dedicar-se a l'escriptura: abandona família i estudis. Col·labora al setmanal Oggi, de 1939 a 1941.
Després de conèixer-lo el 1936, es casa amb l'escriptor Alberto Moravia l'any 1941 (la parella se separarà l'any 1962, sense divorciar-se mai). El segueix a l'exili decretat pels feixistes de 1943 a 1944.
Elsa Morante publica la novel·la Mentida i sortilegi (Menzogna e sortilegio) l'any 1948, que li suposa el Premi Viareggio. L'any 1957, rep el Premi Strega gràcies a la seva segona novel·la, L'illa d'Artur (L'isola di Arturo).
Viatja a Espanya, a l'URSS, a la Xina i, l'any 1960, als Estats Units, on es relaciona amb un jove pintor, Bill Morrow, que se suïcida l'any 1962. L'any següent publica el recull de noves narracions El xal andalús (Lo scialle andaluso). Participa a continuació en la preparació del film de Pier Paolo Pasolini L'Evangeli segons sant Mateu, estrenat l'any 1964.
Després d'un silenci d'un decenni, publica l'any 1974 La storia, gran novel·la que suscita polèmica i esdevé un best-seller mundial abans de ser adaptada a la televisió italiana l'any 1986 per Luigi Comencini.
Amb Aracoeli, aparegut l'any 1982, rep el Premi Médicis estranger 1984.
Malalta a conseqüència d'una fractura de fèmur, intenta suïcidar-se l'any 1983. Mor l'any 1985.

## Llista d'obres

### Narrativa
- Il gioco segreto, 1941
- Le bellissime avventure di Caterì dalla Trecciolina e altre storie, 1942
- Menzogna e sortilegio, 1948
- Lo scialle andaluso, 1953
- L'isola di Arturo, 1957. Publicada en català per Falzia editorial l'any 2019 amb el títol L'illa d'Artur. Memòries d'un noi. ISBN 9788494757655.
- Le straordinarie avventure di Caterina, 1959
- La Storia, 1974. Publicada en català per Quaderns Crema el 2025, traduïda per Marina Laboreo.[5]
- Aracoeli, 1982
- Piccolo manifesto dei comunisti (senza classe né partito); Lettera alle Brigate rosse, 1988
- Racconti dimenticati, 2002

### Poesia
- Alibi, 1958
- Il mondo salvato dai ragazzini e altri poemi, 1968

### Assaig
- Pro o contro la bomba atomica e altri scritti, 1987
- Diario 1938, 1989

### Traducció
- Quaderno d'appunti de Katherine Mansfield, 1979.

## Adaptacions

### Al cinema
- 1962: L'isola di Arturo, pel·lícula italiana dirigida per Damiano Damiani, adaptació de la novel·la L'isola di Arturo
- 2009: Santina, pel·lícula italiana dirigida per Gioberto Pignatelli

### A la televisió
- 1986: La storia, minisèrie italiana dirigida per Luigi Comencini, amb Claudia Cardinale, de la qual es va treure un film de 135 minuts per a distribució en sales de cinema